# Strv m/42坦克
Stridsvagn m/42 （Strv m/42）是二战期间服役的瑞典中型坦克。它的制造商AB Landsverk称本車为 Lago II-III-IV，它部署了 75 毫米 L/31 火炮，瑞典坦克中第一门使用这個尺寸的火炮。它于 1943 年 4 月开始在瑞典陆军服役。他的设计现代、擁有良好的機動能力，而本車总共生产了 282 辆。
作为二战中的中立国，瑞典没有参与战斗；因此它的坦克没有參戰記錄。
Strv m/42 起源于 Lago（制造商代號）的改装，这是一款16-公噸（16-長噸）轻型坦克，配备匈牙利的 37M 40 毫米加农炮和三挺机枪。本車于 1930 年代末由 AB Landsverk 为匈牙利陆军生产，该坦克本身是由 AB Landsverk 制造的Stridsvagn L-60轻型坦克的发展版。瑞典陆军指定生产一輛比 Lago 更大更好的坦克，即 Strv m/42（后来称为 Strv m/42 TM），这是一款22-公噸（22-長噸）坦克，配备 75 毫米 L/31 火炮，适合对付装甲车和無裝甲车辆。 m/42 TM 的变速箱表現不佳，这些坦克要么被改造为 m/42 TH，要么配备了新的机械变速箱并成为众所周知的 m/42 TV。
1941 年 11 月，瑞典陸軍订购了 100 辆 Strv m/42。所有车辆都有电磁变速箱。 （ Strv m/42 TM ，T 表示两个发动机，M 表示电磁变速箱）。 1942 年 1 月，又订购了 60 辆 Strv m/42。该批次是在沃尔沃许可下生产的，首批 55 辆戰車配备了两台斯堪尼亚-瓦比斯L/603 发动机，其余五辆则配备了新型发动机沃尔沃 A8B。所有车辆都将第一批电磁变速箱更换为新的液压变速箱，经过所有这些修改，单引擎车辆现在被指定为Strv m/42 EH ，（E表示一台发动机，H表示液压变速箱），配备新变速箱的双引擎坦克被指定为Strv m/42 TH 。 1942 年 6 月，瑞典陸軍又订购了 80 架，分别是 70 m/42 TH 和 10 m/42 EH。
1943 年 4 月至 1945 年 1 月期间，交付了 282 辆 Strv m/42，其中 180 辆坦克在 Landsverk 生产，102 辆在沃尔沃生产。大多数车辆（225 辆）都配备了斯堪尼亚发动机。其他 57 辆坦克配备了沃尔沃发动机。 生产的所有 225 辆 Strv m/42 TH 和 m/42 TV（所有 strv m/42 均配备两台斯堪尼亚-瓦比斯 L/603 发动机）在 1957 年至 1960 年间改装为Stridsvagn 74坦克和 EH 车辆（strv m/ 42 辆配备单台沃尔沃发动机 A8B 发动机的车辆）到Infanterikanonvagn 73步兵支援车。这些炮塔在主要海岸线上被重新用作静态火炮碉堡，但主要用于保卫港口，或在更罕見的情況下保卫机场。 
Strv m/42 最初擁有四种版本和三种配置： 
- Strv m/42 TM (Lago II) 有两台 Scania-Vabis L/603 发动机和一台 ZF 电磁变速箱。 1943-44 年制造。
- Strv m/42 TH (Lago III) 有两台 Scania-Vabis L/603 发动机，每台发动机均配有 Atlas Diesel 液压变速箱。 1944 年制造。
- Strv m/42 EH (Lago IV) 配备一台沃尔沃 A8B 发动机和一台阿特拉斯柴油机液压变速箱。 1944-45 年制造。
- Strv m/42 TV有两台 Scania-Vabis L/603 发动机和沃尔沃机械变速箱。 1948 年制造。

Strv m/42 被配发给以下装甲部隊： 
- P 1/Enköping - Gotland stridsvagnskompani （英語：  Gotland tank company),
- P 2/赫尔辛堡，
- P 3/斯特兰奈斯，
- P 4/Skövde：坦克被纳入新组建的坦克连。

Strv m/42 装备于装甲旅的重型坦克连。它们在 20 世纪 50 年代逐步退役，并被Stridsvagn 81取代。

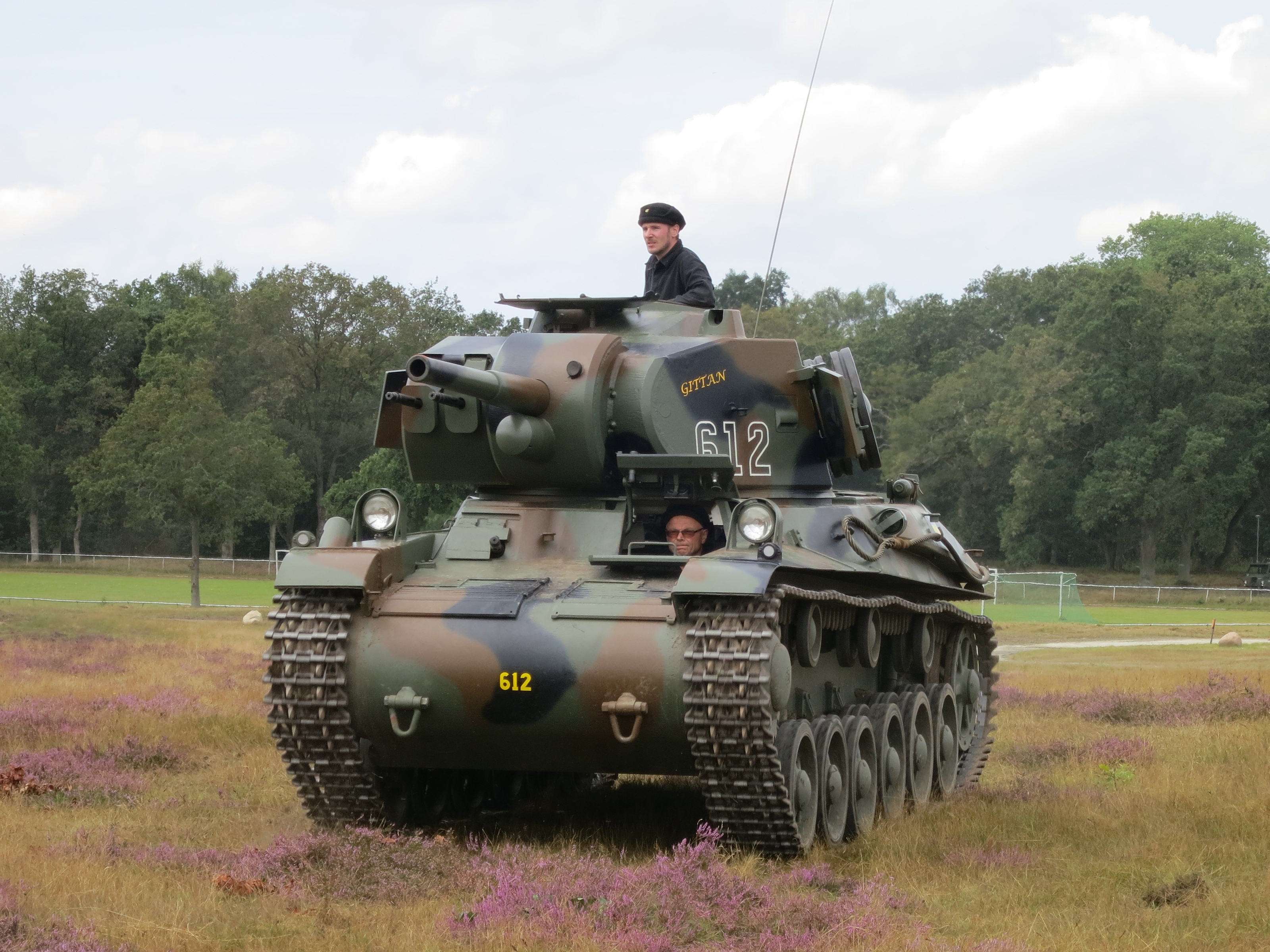
Stridsvagn m/42 处于工作状态

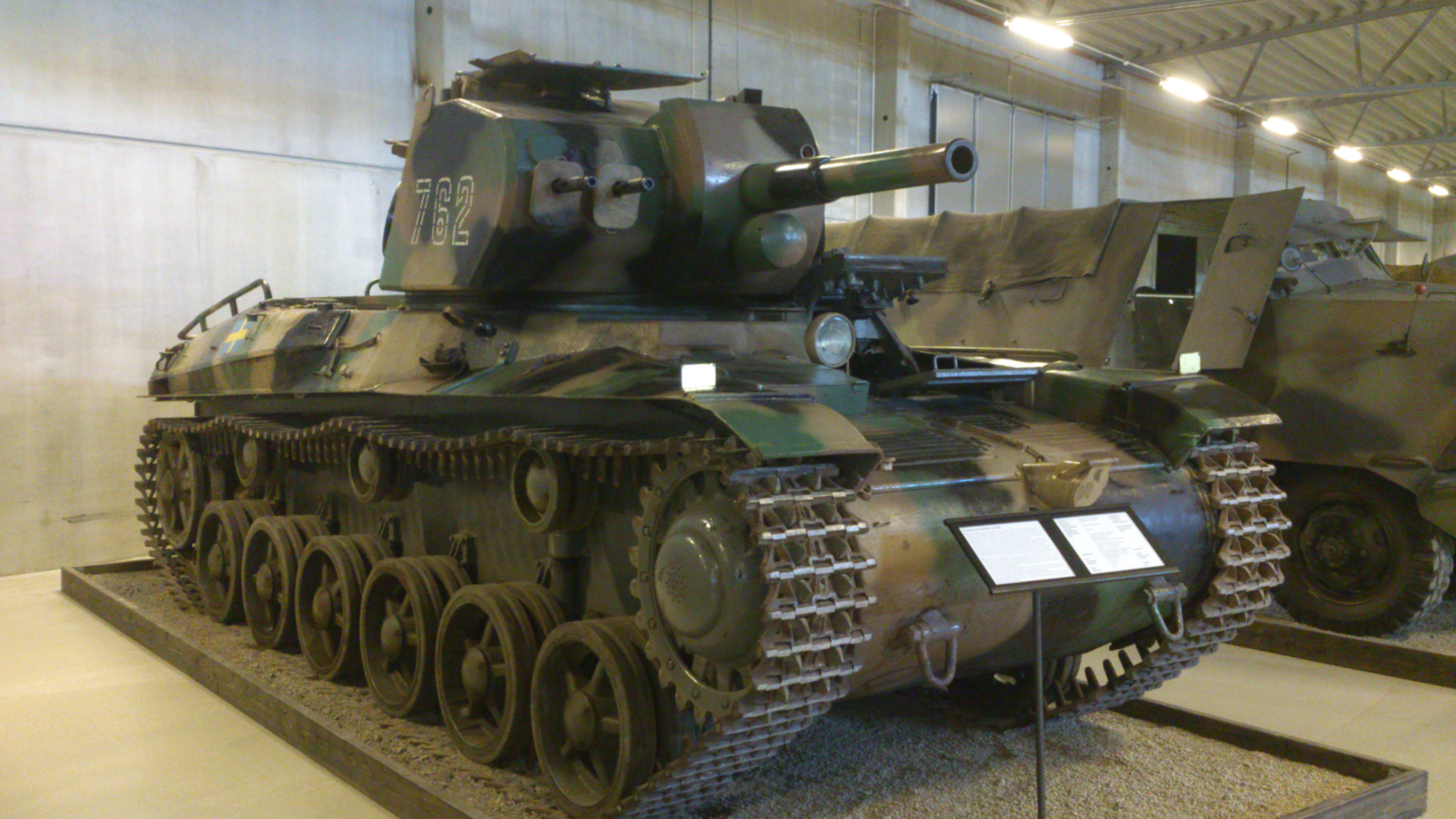
Stridsvagn m/42，位于瑞典阿森纳坦克博物馆

### 具有相似作用、性能和时代的坦克
阿根廷 Nahuel DL 43
澳大利亞 哨兵戰車
英國 克倫威爾戰車
加拿大 公羊 II 型戰車
德國 四號戰車
匈牙利 杜林 III型 戰車
意大利 P40 戰車
意大利 P43 戰車
日本 三式戰車
羅馬尼亞 1942 中型戰車 (藍圖）
蘇聯 T-34 (不是日后的T-34/85或美國的T34)
美國 M4 謝爾曼 戰車